# Kawasaki ZRX 1200
Kawasaki ZRX 1200 – japoński motocykl typu naked bike produkowany przez firmę Kawasaki w latach 2001-2007.

## Dane techniczne/Osiągi
Silnik: R4

Pojemność silnika: 1164 cm³

Moc maksymalna: 122 KM/8500 obr./min

Maksymalny moment obrotowy: 112 Nm/7000 obr./min

Prędkość maksymalna: 228 km/h

Przyspieszenie 0-100 km/h: 3,0 s